# Villa Nueva

Villa Nueva é uma cidade da Guatemala do departamento de Guatemala.